# Chokotoff

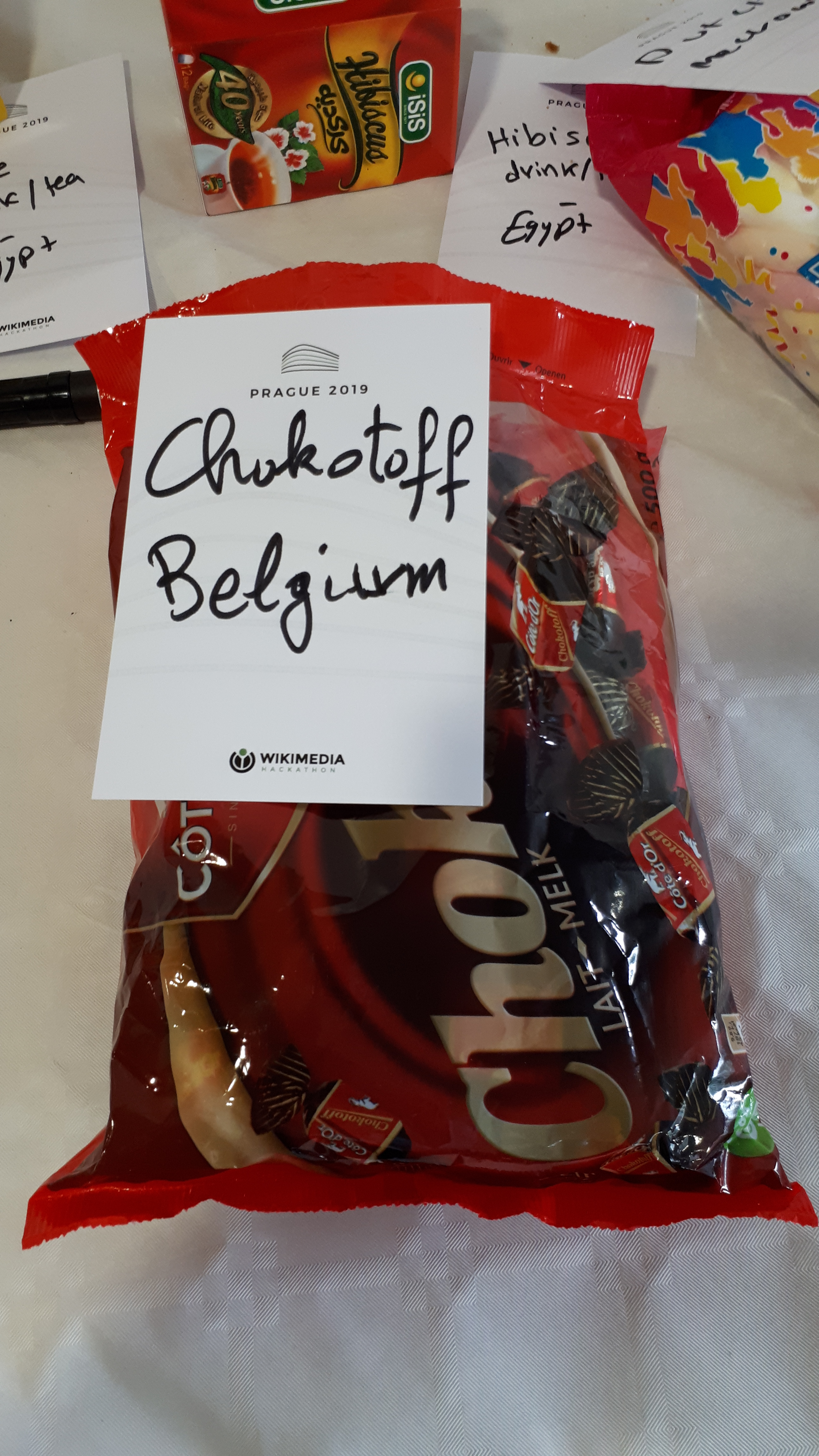
Verpakking van Belgische Chokotoff

Een Chokotoff is een chocolade- en karamelsnoepje van het Belgische merk Côte d'Or, nu eigendom van Mondelēz International. Het snoepje bestaat uit een binnenste van karamel, omhuld met een laag zwarte chocolade. Het geheel is in een donkere verpakking gewikkeld waarop de typische olifant van Côte d'Or staat. Het is een taaie snoep die langzaam smelt en lang in de mond blijft kleven.
De Chokotoff werd door Côte d'Or geïntroduceerd in 1934 en werd sindsdien een van de succesproducten van het bedrijf. In 2010 werd een witte Chokotoff gemaakt, waarvan er zes miljoen werden verkocht. In het voorjaar van 2011 lanceerde Côte d'Or een chocoladepasta gebaseerd op de Chokotoff.
Het product werd altijd in België gemaakt, maar in juni 2011 besliste Kraft Foods de productie van het snoepje en andere typisch Belgische producten van Côte d'Or niet langer in Halle maar in het buitenland te produceren. Op 31 januari 2012 werd dan toch beslist om de productie in Halle te houden.